# Otoño y primavera
Otoño y primavera es una película dramática mexicana de 1949 dirigida por Adolfo Fernández Bustamante.
Los decorados de la película fueron diseñados por Ramón Rodríguez Granada.

## Argumento
Al pequeño pueblo de San Hipólito llega un profesor, Eugenio, comprometido y dispuesto a impartir sus enseñanzas a todos los niños. Al paso de los días, el profesor Eugenio se enamora de la viuda Elena. 

## Reparto
- Perla Aguiar
- Irma Bonola
- Eva Calvo
- Milagros Carrillo
- Micaela Castejón
- Prudencia Grifell
- Luis Alfonso Lavalle
- Rita Macedo
- Paco Martínez
- Pablo Mendizábal
- José Luis Menéndez
- Lina Montes
- Carmen Novedad
- Elvia Pedroza
- Óscar Pulido
- Josette Simo
- Emilio Tuero